# Gnidia rubescens
Gnidia rubescens är en tibastväxtart som beskrevs av Alvah Peterson. Gnidia rubescens ingår i släktet Gnidia och familjen tibastväxter. Inga underarter finns listade i Catalogue of Life.